# Дехейвен, Картер
Картер Дехейвен (англ. Carter DeHaven, имя при рождении — Фрэнсис O‘Каллахан (англ. Francis O'Callaghan); 5 октября 1886, Чикаго, Иллинойс — 20 июля 1977, Лос-Анджелес, Калифорния) — американский кино- и театральный актёр, режиссёр, и писатель.

## Биография
Дехйвен начал свою карьеру в водевилях, с 1915 начал регулярно сниматься в комедийных короткометражках до 1923. Во время работы в Paramount в 1920 году, некоторые из них были сняты вместе с Чарли Чейзом.

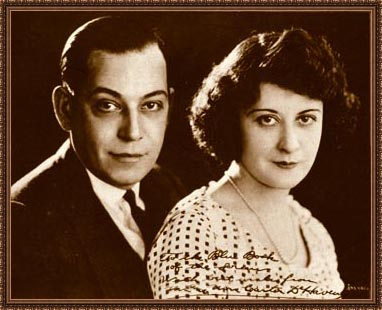
Картер и Флора Дехейвен

В 1927 в короткометражке «Пародии» Дехейвен превращает себя в разных главных кинозвёзд эры немого кино: Бастера Китона, Гарольда Ллойда, Фэрбенкс, Роско «Фатти» Арбакла и 13-летнего Джеки Кугана. Это был единственный фильм, в котором Китон и Ллойд появился вместе, а также последний фильм, в котором вместе появились Китон с Арбаклом, его бывшим партнёром.
Дехейвен продолжал работать с Чарли Чаплином, ассистентом режиссёра в фильме «Новые времена» (1936) и помощником продюсера в фильме «Великий диктатор» (1940).
Он был женат на актрисе Флоре Паркер Дехейвен, у них родилась дочь, актриса Глория Дехейвен. Картер Дехейвен имеет звезду на Аллее славы в Голливуде. В 1959—1960 годах Картер Дехейвен появился в четырёх сериалах.
Картер Дехейвен умер в 1977 в возрасте 90 лет и был похоронен на кладбище Форест-Лаун в Глендейле, Калифорния.

## Фильмография
- Колледж сирот / The College Orphan (1915)
- Тысяча долларов в неделю / A Thousand Dollars a Week (1916)
- Он стал копом / He Becomes a Cop (1916)
- Через галерею разбойников / From the Rogue’s Gallery (1916)
- Нанимать и увольнять / Hired and Fired (1916)
- Герой по поручению / A Hero by Proxy (1916)
- Ворона в павлиньих перьях / Borrowed Plumes (1916)
- Ворвавшись в общество / Breaking Into Society (1916)
- Наконец популярные / Fame at Last (1916)
- Скандал в бане / The Bathhouse Scandal (1918)
- Опасность в гостиной / Perils of the Parlor (1918)
- Двойная кровать / Twin Beds (1920)
- Девушка в такси / The Girl in the Taxi (1921)
- Рождество / Christmas (1923)
- Пародии / Character Studies (1927)
- Великий диктатор / The Great Dictator (1940)